# Charlotte Dravet
Pour les articles homonymes, voir Dravet.
Charlotte Dravet, née le 14 juillet 1936 et morte le 9 mai 2025 à Marseille,,, est une neuropédiatre, épileptologue et pédopsychiatre française. Le syndrome de Dravet, une forme rare et sévère d'épilepsie infantile d'origine génétique, est nommé à la suite de sa description faite en 1978.

## Biographie
Après ses études médicales à l'université d'Aix-Marseille, Charlotte Dravet se spécialise en pédiatrie à Marseille de 1962 à 1965. Elle a rédigé sa thèse de doctorat sur le syndrome de Lennox-Gastaut. En 1971, elle termine sa formation en psychiatrie.
De 1965 à 2000, Charlotte Dravet s'est formée en épileptologie au Centre Saint-Paul de Marseille, notamment avec Henri Gastaut, Joseph Roger et René Soulayrol (pédopsychiatre). Elle était médecin résidente et a vécu sur place jusqu'à sa retraite en 2000. Elle a ainsi eu l'opportunité d'accompagner et d'observer les patients hospitalisés jour et nuit pendant de nombreuses années, ce qui lui permit d’effectuer des contributions majeures dans le domaine de l'épileptologie. En 1972, elle se forme au service d'EEG pédiatrique de l'Hôpital Saint-Vincent de Paul et au service de neurochirurgie fonctionnelle de l'hôpital Sainte-Anne à Paris. De 1989 à 2000, Charlotte Dravet a été directrice médicale adjointe du Centre Saint-Paul.
Avec Joseph Roger et Michelle Bureau, elle a joué un rôle prépondérant dans la description des syndromes épileptiques à travers plusieurs ateliers et la première édition en 1984 du livre Les syndromes épileptiques dans la petite enfance, l'enfance et l'adolescence. En 1981, elle a décrit avec Michelle Bureau l'épilepsie myoclonique bénigne de la petite enfance et en 1978 ainsi qu'en 1982 La grave épilepsie myoclonique de l'enfance. Ce syndrome est plus tard nommé d'après elle (syndrome de Dravet).
De 1991 à 1993, Charlotte Dravet a été membre du conseil scientifique de la Fondation française pour la recherche sur l'épilepsie. De 1996 à 2004, elle a été membre du Groupe de travail sur la classification et la terminologie de la Ligue internationale contre l'épilepsie (ILAE). De 1997 à 1999, elle a été présidente de la Ligue française contre l'épilepsie (LFCE). En 2000, elle a organisé la première journée nationale de l'épilepsie en France. De 2003 à 2006, elle était membre du conseil d'administration du Comité national français pour l'Épilepsie. 
À partir de sa retraite, elle concentre ses activités sur le syndrome de Dravet. En tant que consultante honoraire, elle fréquente régulièrement l'unité d'épilepsie infantile de la Policlinico A. Gemelli de l'Université catholique de Rome, en Italie, où elle voit des patients atteints d'épilepsies sévères et, en collaboration avec ses collègues italiens, coordonne la recherche sur leur développement cognitif.
Charlotte Dravet a formé ou aidé à former un grand nombre d'épileptologues venus du monde entier à Marseille pour en apprendre davantage sur les syndromes épileptiques de la petite enfance et de l'enfance. Elle est également une conférencière populaire sur l'épilepsie et a parlé lors de nombreuses réunions et ateliers sur l'épilepsie dans le monde entier. À mentionner encore sa participation fréquente à des événements organisés par des organisations non professionnelles telles que les associations de patients et de parents dans le monde entier.

## Distinctions
Charlotte Dravet est membre honoraire de plusieurs sections de l'ILAE.
Elle a reçu de nombreux prix et récompenses, entre autres, elle a été récompensée comme "Ambassadrice de l'épilepsie" par l'ILAE et le Bureau international pour l'épilepsie (BIE) en 1989, avec le Prix européen d'épileptologie par la Commission des affaires européennes (CEA) de l'ILAE en 2004, et avec le "Lifetime Achievement Award" décerné par l'ILAE et le BIE en 2017.
En 2011, elle a été nommée Chevalière de l'Ordre de la Légion d'honneur.